# 9gag
9gag е Хонгконгски Интернет сайт, базиран на смешни снимки. Уебсайтът е създаден през 2008 година. Сайтът достига 1 млрд. преглеждания на месец през декември 2011.